# Pedro Torres
Pedro Torres Cruces (Humilladero, 27 aprile 1949) è un ex ciclista su strada e dirigente sportivo spagnolo.
Professionista dal 1971 al 1980, vinse una tappa al Tour de France e una alla Vuelta a España, aggiudicandosi la classifica scalatori di entrambi i giri. Suo fratello Dámaso fu anch'egli ciclista professionista.

## Palmarès
- 1973 (La Casera, una vittoria)

14ª tappa Tour de France (Luchon > Pau)
- 1974 (La Casera, una vittoria)

Subida a Arrate
- 1977 (Teka, una vittoria)

15ª tappa Vuelta a España (Monzón > Aramón Formigal)
- 1980 (Kelme, una vittoria)

5ª tappa, 2ª semitappa Vuelta a Cantabria

### Altri successi
- 1973 (La Casera)

Classifica scalatori Tour de France
- 1977 (Teka)

Classifica scalatori Vuelta a España

## Piazzamenti

### Grandi giri
- Giro d'Italia

1978: 16º
- Tour de France

1973: 13º
1975: 10º
1976: 17º
1977: 19º
1978: ritirato (2ª tappa)
1980: 35º
- Vuelta a España

1972: 31º
1973: 5º
1974: ritirato
1975: 14º
1976: 9º
1977: 9º
1979: 6º
1980: 2º

### Classiche monumento
- Milano-Sanremo

1978: 26º

### Competizioni mondiali
- Campionati del mondo su strada

Barcellona 1973 - In linea: 6º
Yvoir 1975 - In linea: 4º
Ostuni 1976 - In linea: ritirato
San Cristóbal 1977 - In linea: ritirato
Nürburgring 1978 - In linea: 28º
Valkenburg 1979 - In linea: 32º